# بي ماك
بي ماك هو فيلم رومانسي، كوميدي، رعب، خارق للطبيعة تايلاندي من إخراج بانجونج بيسانثاناكون وبطولة دافيكا هورن وماريو مورر، صدر الفيلم في 28 مارس 2013.

## روابط خارجية
بي ماك على موقع IMDb (الإنجليزية)
- بي ماك على موقع روتن توميتوز (الإنجليزية)
- بي ماك على موقع فيلمافينيتي (الإسبانية)
- بي ماك على موقع قاعدة بيانات الفيلم (الإنجليزية)
- بي ماك على موقع ليتربوكسد (الإنجليزية)
- بي ماك على موقع كينوبويسك (الروسية)